# Loriguilla
Loriguilla település Spanyolországban, Valencia tartományban. Loriguilla Domeño, Losa del Obispo, Requena, Riba-roja de Túria, Sot de Chera, Chelva, Chera, Valencia, Cheste és Chulilla községekkel határos. Lakosainak száma 2186 fő (2024).

## Népesség
A település népessége az utóbbi években az alábbiak szerint változott:
| Lakosok száma | 1006 | 1177 | 1256 | 1433 | 1827 | 1879 | 1985 | 2025 | 2100 | 2186 |
|               | 2001 | 2004 | 2007 | 2009 | 2012 | 2014 | 2017 | 2019 | 2022 | 2024 |